# 救命ボートの倫理

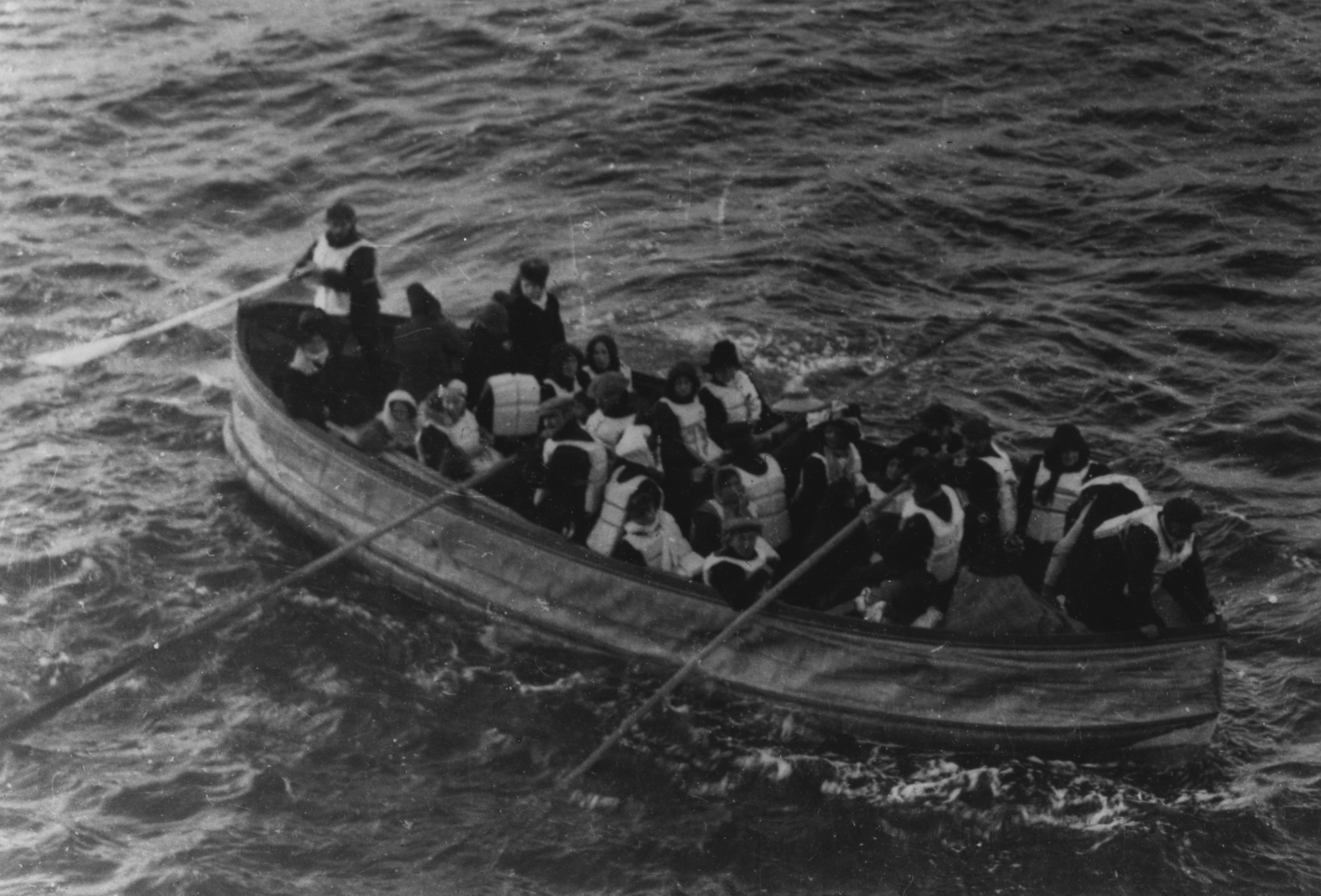
ハーディンは彼の資源配分方法の主張に海難事故の際の救命ボートを例えに使った。

救命ボートの倫理（きゅうめいボートのりんり、英語: lifeboat ethics）はギャレット・ハーディンが1974年に提案した、資源分配の比喩である。
ハーディンが用いた比喩は、60名まで物理的に乗りうる救命ボートに既に50人乗っている時、海に投げ出された人が100人いるとする。
この場合、取りうる選択肢は以下のようなものが考えられる。
1. 全員を乗せて、船は沈没する。
2. 10人だけ乗せる。
3. 良心に訴えて、海に投げ出された人のために救命ボートから何人かは降りてもらう
4. 安全係数を考え無理に人を乗せず、全員見殺しにする。

彼は救命ボートに乗っている人を先進国、海に投げ出されている人を途上国の比喩とし、途上国を見捨てて安全確保を優先することを良しとした。環境問題の解決のためには南北問題を見過ごすことは已むを得ないとした。